# Genou du Berry
Ne doit pas être confondu avec Saint Gengoulph.
Pour les articles homonymes, voir Saint-Genou et Genou (homonymie).
Saint Genou ou saint Genouil ou saint Genouph ou saint Genulfe ou saint Genulphe est un saint, mal connu, honoré en plusieurs endroits du Berry et premier évêque de Cahors.
C'est un saint des Églises chrétiennes, célébré le 17 janvier, qui aurait vécu au IIIe siècle.

## Hagiographie
Deux sources hagiographiques semi-légendaires évoquent saint Genou : une Vita écrite par un moine de l'abbaye bénédictine de Saint-Genou au Xe siècle d'une part, et une seconde, un peu plus tardive (fin Xe siècle ou début XIe siècle), écrite par un autre moine de la même abbaye, mais qui est plus complète.
Saint Genou, disciple du pape Sixte II, aidé de son père saint Genit (ou saint Genitus) aurait évangélisé la Civitas Geturnicensis (probablement Cahors) avant de venir en Berry, purgeant le pays des démons qui l'infestaient. Ce pays, dénommé "Cella daemoniorum super fluviolum Naonis situm" (Le repaire de démons, située sur la rivière Naon) est peut-être Selles-sur-Nahon (Indre) ; un prieuré dépendant de l'abbaye de Saint-Genou a existé autrefois dans ce village.
C'est sûrement Selles-Saint-Denis (Loir-et-Cher), village qui se dénommait antérieurement "Selles-Saint-Genou" : en effet, la tradition rapporte que saint Genou et son père seraient morts et auraient été inhumés à Selles-Saint-Denis. Ce village de Sologne est implanté sur la rive droite de la Sauldre ; une chapelle Saint-Genouph et une fontaine qui lui est consacrée, et qui est aussi un lieu de pèlerinage, existent dans ce village, ainsi que des fresques et un morceau de vitrail qui évoquent la vie de ce saint.
Par la suite, les reliques de Saint-Genou furent transportées au monastère d'Estrée, aujourd'hui Saint-Genou (Indre), probablement en 855. Une partie des reliques, son chef probablement, aurait été transporté dans l'église Sainte-Geneviève de Paris, ou peut-être à la cathédrale Notre-Dame de Paris.  
Par la suite, ce saint aurait été confondu avec saint Gengoulph en raison de leur quasi-homonymie, le culte rendu à partir du XVIe siècle à saint Gengoulph dans le diocèse de Paris commençant par « une longue prose de vingt-trois strophes sur l'histoire de saint Genou et de saint Genit son père ».

## La tradition du culte de saint Genou dans le Berry
Son culte fut longtemps populaire :

« À certaines époques du Moyen Âge, une maladie affreuse, connue sous le nom de mal des ardents, faisait de nombreux ravages dans le Berry. C'est alors que les pèlerins se rendaient en foule pour vénérer le corps de saint Genou dans la belle basilique que la piété des fidèles contribua à élever par son concours et ses généreuses offrandes. Il ne reste plus du monastère, tant de fois ruiné, que quelques débris et la moitié de la basilique. »

## Ses traces dans le Berry actuel et les régions avoisinantes
- Selles-Saint-Denis (Loir-et-Cher), anciennement "Selles-Saint-Genou"
- Selles-sur-Nahon (Indre)
- Saint-Genouph (Indre-et-Loire), dont le nom se prononce « Saint-Genou »
- Gien et Coullons dans le département du Loiret honorent traditionnellement saint Genou.
- L'église Église Saint-Genulf du Thoureil dans la commune de Gennes-Val-de-Loire en Maine-et-Loire.
- Une chapelle Saint-Gengoulph se trouve dans l'église de Sainte-Gemme-en-Sancerrois (Cher, près de Sancerre). Malgré le nom qui est orthographié comme celui de saint Gengoulph, il s'agit probablement du culte de saint Genou car cette localité est voisine des sources de la Sauldre, sur les rives de laquelle, plus en aval, se trouve Selles-Saint-Denis.
- C'est le saint patron de l'église paroissiale de Quantilly (Cher, près de Bourges).
- Un autel à son nom existait dans l'église de Serruelles (Cher)
- Des reliques de saint Genou (connu localement comme "saint Junien du Poitou", à ne pas confondre avec le "saint Junien" vénéré dans le Limousin) se trouvent dans l'église abbatiale de Nouaillé-Maupertuis (Vienne)
- Des fresques du début du XIVe siècle représentant saint Genou se trouvent dans la cathédrale de Cahors (Lot).